# ابرنتی، ساسکاچوان
ابرنتی، ساسکاچوان (به انگلیسی: Abernethy, Saskatchewan) در کانادا با جمعیت ۱۹۷ نفر است که در ساسکاچوان واقع شده‌است.